# Crematogaster scutellaris
Crematogaster scutellaris es una hormiga mirmicina de distribución típicamente mediterránea, pero alcanza Europa Central, Próximo Oriente y el norte de África.
Es común en la península ibérica e islas Baleares.
En Andalucía recibe el nombre vulgar de morito o fraile.
En el norte de Aragón se las conoce como repetels.

## Características
Es una especie inconfundible a simple vista por su cabeza rojiza y su tórax y abdomen negros, siendo la única especie bicolor del género Crematogaster que habita la península ibérica. La forma del abdomen también es característica ya que se estrecha gradualmente hacia el ápice y acaba en punta. 

## Biología y ecología
Crematogaster scutellaris es una especie abundante que construye sus colonias principalmente en tocones y troncos caídos o en ramas muertas de árboles viejos o decrépitos; también nidifica bajo la corteza de pinos y alcornoques, así como en grietas y hendiduras, donde fabrican el nido con una mezcla de madera masticada y tierra; entre marzo y octubre forma pistas de recolección largas y bien definidas; las obreras transportan principalmente substancias líquidas azucaradas, que toman de pulgones y también materiales sólidos (restos de artrópodos, pequeños insectos, etc.)
La puesta tiene lugar durante el verano. La eclosión de las larvas se produce principalmente en septiembre y pasan el invierno en segundo estadio; en la primavera siguiente dan lugar a las larvas de tercer estadio, que pupan durante el verano. Hacia mediados y finales del verano acontece la principal emergencia de obreras y los individuos sexuados aparecen a finales de agosto.
Si se golpea el árbol donde viven, salen inmediatamente con el abdomen levantado y emitiendo una pequeña gota de feromona de alarma por el extremo posterior. El olor de la feromona provoca una movilización general en el hormiguero y pronto cualquier intruso se ve rodeado de un gran número de hormigas agresivas que lo atacan.
C. scutellaris se alimenta de las puestas de la procesionaria del pino, Thaumetopoea pityocampa, un lepidóptero que puede causar defoliaciones severas en varias especies de pinos.
Por otra parte, son perjudiciales para la industria del corcho, dado que cuando viven sobre los alcornoques, las galerías y cámaras reducen el grosor aprovechable del corcho, con las consiguientes pérdidas económicas. Su agresividad y su mordedura irritante causa molestias a los peladores. Si las pilas de corcho no son extraídas rápidamente del alcornocal, pueden colonizarlas, depreciando aún más el corcho.